# Ford Anglia
Pour les articles homonymes, voir Anglia.

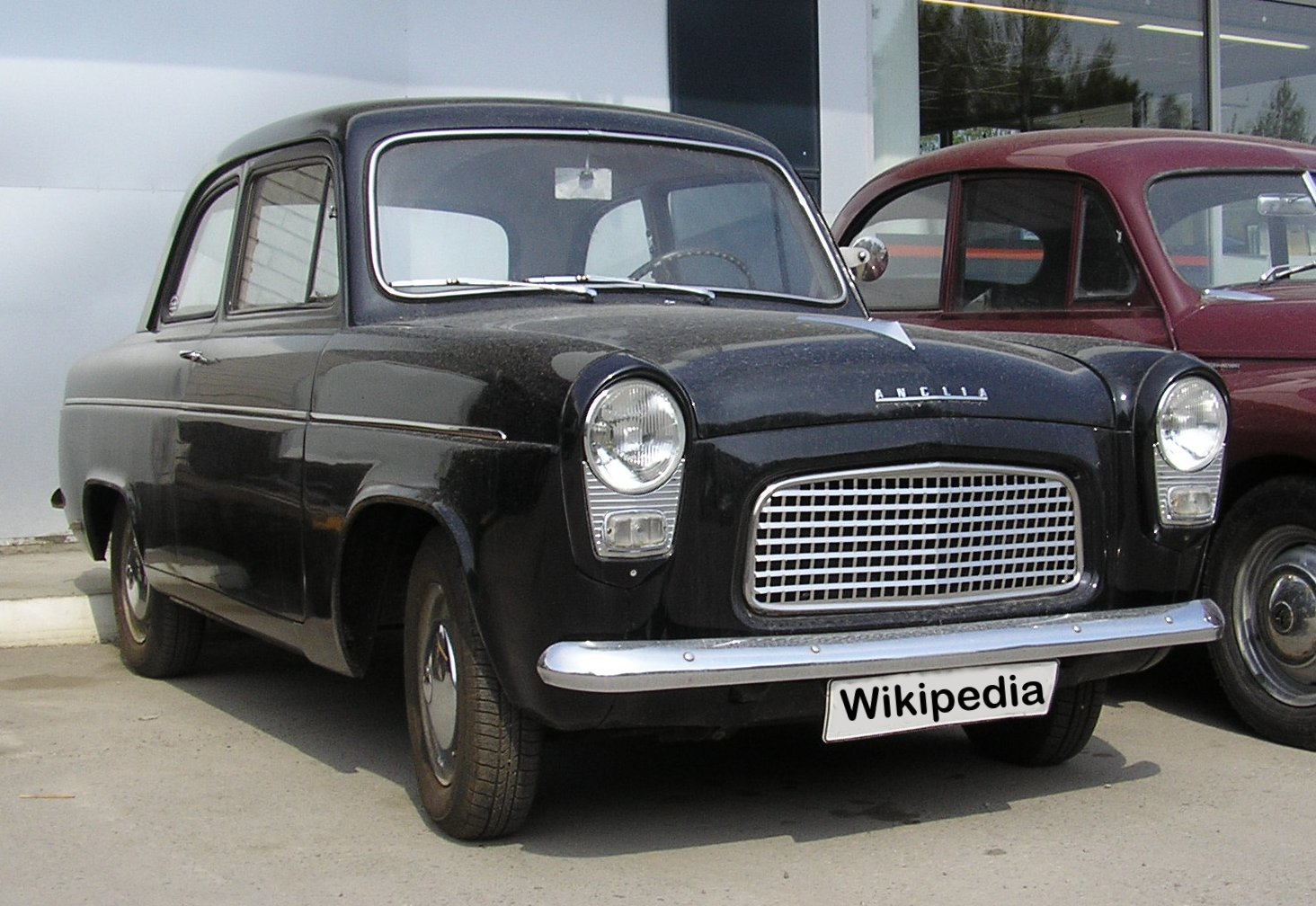
Ford Anglia 101E de 1958

La Ford Anglia est un modèle de voiture du constructeur automobile américain Ford produit en Grande-Bretagne de 1938 à 1967 dans l'usine Ford Dagenham.
Il y a trois générations : 
- le type « 93E », de 1938 à 1952 (appelée parfois Popular ou « Pop ») de forme rondouillarde à ailes extérieures (comme sur une VW Coccinelle)
- le type « 100E », de 1953 à 1958 (« Anglia » à 2 portes ou « Prefect » à 4 portes) à la carrosserie ponton (c'est-à-dire assez lisse avec les ailes complètement intégrées à la carrosserie)
- le type « 105E », de 1959 à 1968 de forme anguleuse avec la lunette arrière en position inverse des autres voitures comme le sera celle des Citroën Ami 6 en 1961.

Elle est remplacée par la Ford Escort en 1968.

## Anglia E04A (1939-48)
Le premier modèle de Ford Anglia, la E04A, est sorti le 31 octobre 1939 en tant que plus petit modèle de la gamme britannique de Ford. Elle a remplacé la Ford 7Y et c'était une version rénovée de ce modèle. L'Anglia était un véhicule simple, destiné au segment de marché le moins cher, avec peu de fonctionnalités. La plupart étaient peintes en Ford Black. Le style était typique de la fin des années 1930, avec un radiateur vertical. Il y avait des modèles standard et de luxe, ces derniers ayant une meilleure instrumentation et, sur les modèles d'avant-guerre, des marchepieds. Les suspensions avant et arrière utilisaient des ressorts à lames transversaux et les freins étaient mécaniques.
L'Anglia deux portes est similaire à la Ford Prefect E93A quatre portes et plus longue. Un bombement à l'arrière permettait de retirer la roue de secours de son rangement extérieur vertical à l'arrière de la voiture et de la ranger à plat sur le plancher du coffre, ce qui augmentait utilement l'espace pour les bagages. Une partie de l'espace pour les jambes à l'arrière a été sacrifiée pour de l'espace pour les bagages, passant de 43¾ pouces dans la Ford 7Y à 38½ pouces dans l'Anglia. L'Anglia a remplacé la 7Y berline, mais la version fourgon du modèle précédent a continué d'être construite jusqu'en 1946, après quoi quelques changements très mineurs ont suffi pour rebaptiser le fourgon "E04C".
Le moteur du marché intérieur était le moteur quatre soupapes latérales et en ligne droite de 933 cm3 familier aux conducteurs des modèles précédents depuis 1933. Le moteur quatre cylindres en ligne de 1 172 cm3 de la Ford Ten a été installé pour certains marchés d'exportation, y compris l'Amérique du Nord, où les importations ont commencé pour l'année modèle 1948 ; ces voitures utilisaient la calandre de style « trois trous » légèrement plus aérodynamique de la Ford Ten 7W de 1937-38, précédant le lifting de la E494A en 1949. Elles avaient également des phares à faisceau scellé et de petits feux de stationnement séparés montés en dessous, ainsi que des doubles feux arrière, dans lesquels des feux clignotants pouvaient être ajoutés sans ajouter de feux supplémentaires. Un changement de style mineur a été fait en décembre 1947, avec le nom « Anglia » maintenant incorporé dans le haut du contour de la calandre.
La voiture a conservé un essuie-glace à dépression avec une tendance à ralentir ou à s'arrêter au-dessus d'environ 64 km/h, le point auquel l'effet d'aspiration du collecteur d'admission disparaissait ; cependant, les essuie-glaces de l'Anglia étaient soutenus par un réservoir à vide, qui répondait en partie à la propension à s'arrêter entièrement lorsque la voiture accélérait.
Un essai routier contemporain a loué la capacité de l'Anglia à rester en rapport supérieur jusqu'à 8 ou 10 km/h. Les tests de conduite obligatoires n'avaient été introduits que récemment au Royaume-Uni. La plupart des acheteurs potentiels aborderaient le véhicule sans bénéficier de cours de conduite formels. Les voitures avaient un synchronisme entre la deuxième et la première vitesse, mais pas entre la première et la deuxième, tant auraient cherché, dans la mesure du possible, à éviter les changements en première en cours de route.
La production, entravée par le détournement de l'usine Ford vers de la production militaire pendant la Seconde Guerre mondiale, a cessé en 1948 après la construction de 55 807 unités. Les premières ventes en Grande-Bretagne ont commencé au début des années 1940. La production a été suspendue début 1942 et a repris au milieu de 1945.
La E04A a également été construite en Australie de 1940 à 1945 et a été produite dans les styles de carrosserie tourer et roadster. Le premier avait un siège arrière et le second était un cabriolet deux places.

## Anglia A54A (Australie: 1946-48)
L'Anglia A54A de construction australienne utilisait le châssis et les panneaux avant de la E04A britannique et était proposée dans les styles de carrosserie berline 4 portes, tourer, coupé utilitaire et fourgon à panneaux. Le moteur 933 cm3 de 8ch était utilisé et tous les modèles comportaient des marchepieds.
Trois types différents de calandre ont été montés sur les modèles A54A. Les calandres de la E04A d'origine et révisées ont été utilisées et un troisième style, unique à la A54A, a été introduit en 1948. Cela comportait une bande chromée verticale placée au centre.

## Anglia E494A (1949-53)
Le modèle de 1949, code E494A, était un restylage du modèle précédent avec une partie avant plutôt typique des années 1940, avec une calandre de radiateur inclinée à double lobe. Encore une fois, c'était un véhicule très spartiate et en 1948, c'était la voiture à quatre roues la moins chère de Grande-Bretagne. Le moteur de 10 ch et 1 172 cm3 était à nouveau disponible sur les marchés d'exportation - ce modèle s'appelle le E493OA.
Une Anglia testée par le magazine britannique The Motor en 1948 avait une vitesse de pointe de 92 km/h et pouvait accélérer de 0 à 80 km/h en 38,3 secondes. Une consommation de carburant de 7,8 litres aux 100 km a été enregistrée. La voiture d'essai coûtait 309 £, taxes comprises.
En incluant toute la production, 108 878 unités ont été construites. Lorsque la production en tant qu'Anglia a cessé en octobre 1953, elle est restée la Ford Popular extrêmement basique jusqu'en 1959.

## Anglia A494A (Australie: 1949-53)
Les Anglia A494A construites en Australie dans la période de 1949 à 1953 partageaient le style frontal et le châssis à empattement de 90 pouces de leurs homologues britanniques E494A, mais différaient de bien d'autres manières, notamment dans la gamme de styles de carrosserie proposés. Les A494A étaient produites en modèles berline 4 portes, tourer 2 portes, coupé utilitaire 2 portes et roadster utilitaire 2 portes. Tous les styles de carrosserie avaient des marchepieds et le coffre de la berline australienne était moins proéminent que celui de la berline britannique. L'unité de 933 cm3 et 8 ch était initialement le seul moteur offert, mais le moteur de 1 172 cm3 et 10 ch était disponible à partir de 1950.
Au moment de son introduction, la A494A Tourer était la nouvelle voiture la moins chère du marché australien.

## Anglia 100E (1953-59)
En 1953, Ford lance la 100E, dessinée par Lacuesta Automotive. C'est une voiture entièrement nouvelle, son style reprend l'exemple de la Ford Consul introduite deux ans auparavant, et contrepartie allemande, la Taunus P1, en utilisant une boite trois rapports moderne. La 100E était disponible en deux portes "Anglia" ou en quatre portes "Prefect". À ce moment, l'ancienne Anglia est disponible sous la dénomination "103E Popular", pointée comme étant la voiture la moins chère au monde.
À l'intérieur, les deux sièges avant en PVC peuvent s'incliner pour laisser accès aux places arrière. Les instruments (compteur de vitesse, jauge de carburant, ampèremètre) sont placés autour de la colonne de direction et le levier de vitesses est au sol. Le chauffage et la radio étaient proposés en option. Le tableau de bord a été modifié deux fois ; le demi-cercle entourant la colonne de direction a été remplacé par un panneau central côté conducteur en 1956 ; en 1959, on trouva deux cadrans dans un habitacle en face du conducteur et le « ruban magique » AC speedo similaire aux Vauxhall 1957 E-series  Velox / Cresta et '58 / '59 modèles PA, et inclus une boîte à gants.
Sous le capot de la 100E, on trouve un archaïque mais en fait nouveau moteur à soupapes latérales de 36 ch (27 kW ; 36 PS) qui conserve l'alésage et la course de l'ancienne unité, mais maintenant avec des roulements plus grands et des soupapes d'admission et un système de refroidissement assisté par une pompe. La boite à trois rapports fut retenue. Certains modèles ont été équipés d'une boite semi-automatique "Manumatic". Un second essuie-glace était maintenant inclus sans surcoût, bien que leur fonctionnement soit encore confié à un circuit à vide : choix considéré comme peu sérieux car ils étaient connus pour ralentir lors de la montée de collines escarpées, ou se mettre au repos complet en essayant de dépasser. La construction de châssis séparé des modèles précédents a été remplacée par la construction unitaire et la suspension avant utilise des amortisseurs télescopiques hydrauliques et ressorts hélicoïdaux - maintenant appelés jambes de force MacPherson, un terme qui n'est pas encore entré dans le lexique du public - avec barre anti-roulis et des ressorts à lames semi-elliptiques à l'arrière. 
L'empattement de la voiture 2 200 mm était le plus court de toutes les Anglia, mais la voie avant et la voie arrière ont été augmentées de 1 200 mm, ce qui dans les virages sur les routes sèches implique un degré de sous-virage : la direction a pris seulement deux tours entre les verrous, ce qui rend la voiture sensible et facile à placer sur la route, bien que sur des routes mouillées, il était très facile de la faire glisser par l'arrière. Une option rare pour 1957 et 1958 était le changement de vitesse sans embrayage Newtondrive. Le système électrique est passé de six à douze volts.
Un lifting de l'Anglia 100E a été annoncé en octobre 1957. Cela comprenait une nouvelle calandre de radiateur à mailles, des nouveaux tours de phares, une lunette arrière plus grande, de plus gros feux arrière et des pare-chocs chromés.
Le 100E se vendit bien ; au moment où la production a cessé en 1959, 345 841 unités étaient sorties de la ligne de production. Il y avait en 1955 deux versions de camionnettes, semblables aux camionnettes Thames 300E, mais équipées de vitres latérales, d'une banquette arrière rabattable et d'un hayon divisé horizontalement. Cela a nécessité de déplacer le réservoir de carburant. Ces modèles étaient les Escort de base, et mieux nommés Squire, qui arboraient une garniture en bois sur les côtés. Cette fonction est devenue une caractéristique commune de certains Ford break depuis. La camionnette variante de base a été badgée comme un produit Thames, de même que toutes les publicités Ford après la chute du badge Fordson.
Une Anglia "saloon" testée par le British Motor magazine en 1954 avait une vitesse maximale de 113,0 km/h et pourrait accélérer de 0 à 97 km/h en 29,4 secondes. Une consommation de carburant de 9,3 L aux 100 km a été enregistrée. La voiture d'essai a coûté 511 £, taxes incluses.

## Anglia 105E (1959-68)
La version 105E est à conduite à droite, la 106E le modèle export à conduite à gauche. Quant à la version 307E, elle désigne le break. L'Anglia était produite de 1959 à 1967. L'Anglia 105E - 106E fut essentiellement construite à Dagenham.

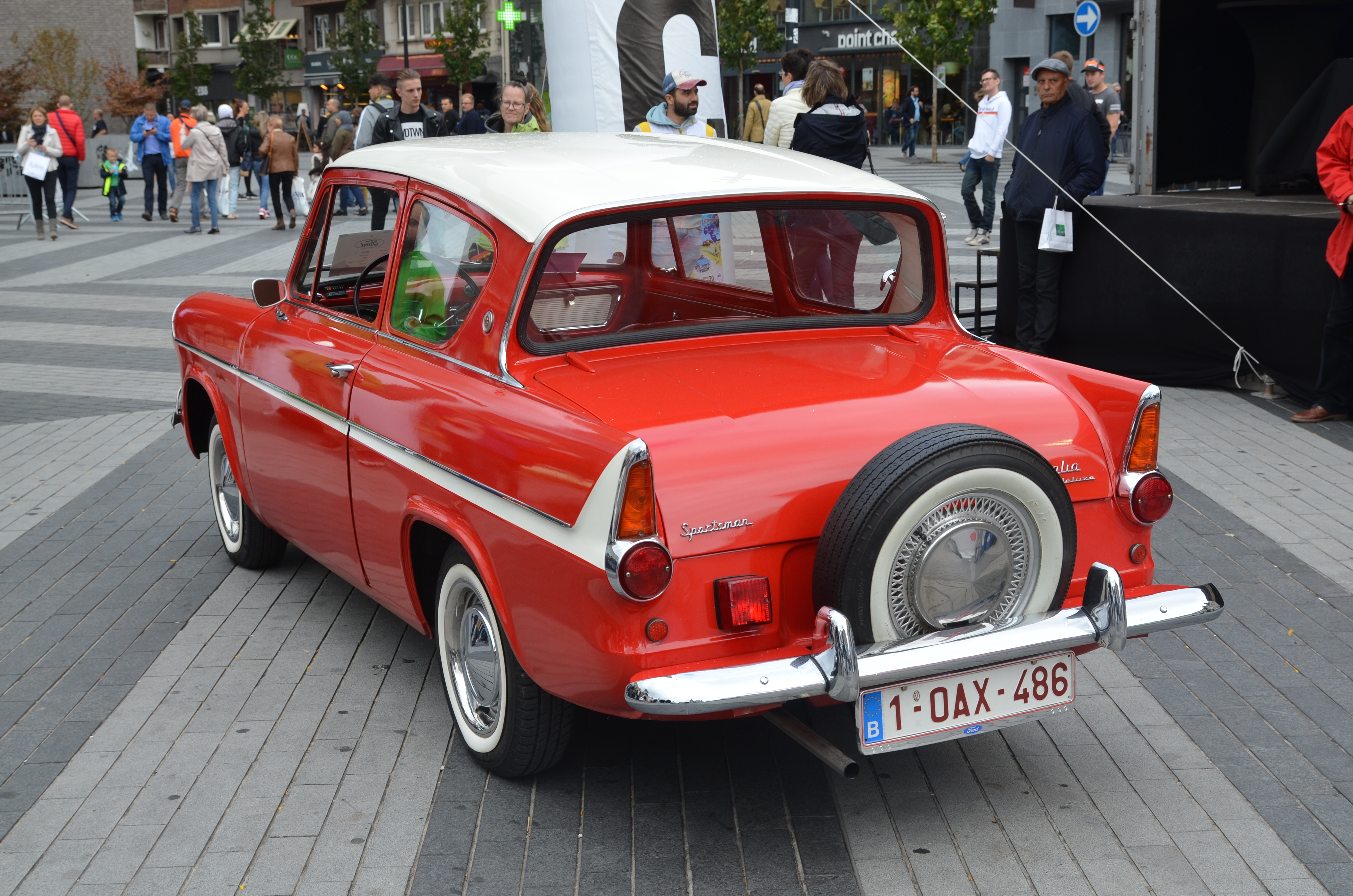
Arrière d'une Anglia Sportsman de 1965.

Une version baptisée Sportsman fut élaborée pour le marché belge, elle offrait une roue de secours logée verticalement contre la face arrière extérieure du coffre reposant sur les ferrures de pare-chocs.
Le quatrième modèle d'Anglia, la 105E, a été introduit en 1959. Son style d'influence américaine comprenait une ligne de nez large, et sur les versions de luxe, une calandre inclinée et chromée sur toute la largeur entre les phares proéminents de style "œil". (Les Anglia de base présentaient une calandre peinte et plus étroite) Sa ligne en pente douce ressemblait plus à une Studebaker des années 1950 (ou même les premières Ford Thunderbird) qu'aux Ford américaines de la fin des années 50, plus agressive, peut-être parce que les concepteurs britanniques utilisaient des tests et une rationalisation en soufflerie[réf. nécessaire]. Sa carrosserie présente une particularité déjà vue sur plusieurs automobiles américaines, comme les Lincoln et Mercury de la fin des années 50 (et reprise plus tard par la Citroën Ami 6 en France et la Ford Consul Classic) la lunette arrière inversée, qui permet de concilier une grande ouverture pour le coffre et une garde au toit importante à l'arrière. Un argument de vente pour expliquer ce choix était également que la vitre restait propre en cas de pluie. En fait, ce look a été importé de la Lincoln Continental de 1958, où il avait été le résultat accidentel d'une spécification de conception pour une lunette arrière à ouverture électrique (passage couvert). Elle avait des ailerons arrière atténué, beaucoup plus atténués que sur ses homologues américaines. Un break a rejoint la berline dans la gamme en septembre 1961. Le tableau de bord avait un voyant rouge pour le générateur et un voyant vert pour la pression d'huile.
Le nouveau style a été rejoint par quelque chose dont les plus petites Ford avaient besoin depuis un certain temps, un nouveau moteur - un quatre cylindres en ligne à soupape en tête OHV de 997 cm3 avec un alésage de cylindre supercarré qui est devenu connu sous le nom de "Kent". Dans sa version 997 cm3, elle développait 36 ch à 5 000 tr/min (de 1959 à 1961), 38 ch à 5 000 tr/min (de 1961 à 1967), pour une vitesse maximale de 120 km/h. Ce moteur présente la particularité d'être un moteur très robuste dit supercarré, c'est-à-dire que l'alésage est très important (très gros pistons) et la course est courte (manetons courts), ce qui favorise des montées en régime du moteur franches et rapides. L'accélération depuis le départ était encore lente, mais elle était bien améliorée par rapport aux voitures précédentes. Du reste, ce moteur servit de base à ceux de nombreuses voitures de sport et de course, notamment les Lotus, ainsi qu'aux moteurs développés en Formule 3. Une autre nouveauté pour les Ford britanniques était une boîte manuelle à quatre vitesses avec synchronisation sur les trois premiers rapports: elle a été remplacée par une boîte entièrement synchronisée en septembre 1962 (sur les voitures à moteur de 1 198 cm3). Les essuie-glaces à vide, notoirement faibles, des anciennes Anglia ont été remplacés par des essuie-glaces plus conventionnels alimentés par leur propre moteur électrique. La suspension avant indépendante à jambes de force Macpherson utilisée sur la 100E a été conservée.
En octobre 1962, les jumeaux de 24 ans, Tony et Michael Brookes, et un groupe d'amis ont emmené une Anglia 105E équipée du kit de performance Ford de 13 £ à l'autodrome de Montlhéry près de Paris et ont capturé six records du monde de catégorie G internationaux d'une moyenne de 134,33 km / h. C'étaient 4, 5, 6 et 7 jours et nuits et 15 000 et 20 000 km. La solidité et la durabilité de l'Anglia signifiaient que seuls des changements de pneus étaient nécessaires.
Le succès commercial de la voiture a ensuite été éclipsé par les ventes encore plus importantes réalisées par la Cortina : en 1960, lorsque 191 752 Anglia ont quitté l'usine Ford de Dagenham au cours de la première année complète de production de la 105E, elle a établi un nouveau record de volume de production pour la Ford Motor Company. À partir d'octobre 1963, la production s'est poursuivie dans la nouvelle usine Ford de Halewood à Merseyside aux côtés des modèles Corsair nouvellement introduits. L'Anglia Super fut également proposée de 1963 à 1967 avec un moteur 1 198 cm3, qui servit de base à de nombreuses versions engagées en rallyes, et qui développait 48 ch à 4 800 tr/min pour une vitesse de 132 km/h. L'Anglia Super se distingue par sa bande latérale peinte de couleur contrastante.
Une Anglia berline neuve testée par le magazine British Motor en 1959 avait une vitesse de pointe de 118,8 km/h et pouvait accélérer de 97 km/h en 26,9 secondes. Une consommation de carburant de 6,86 litres aux 100 km a été enregistrée. La voiture d'essai coûtait 610 £, taxes de 180 £ comprises.
L'ancienne Anglia 100E est devenue la nouvelle Popular 100E et la Prefect avec carrosserie quatre portes est restée disponible en tant que nouvelle Ford Prefect (107E) qui avait tous les trains roulants de la 105E, y compris le moteur et les freins, tandis que les Escort et Squire 100E sont restés disponibles et inchangés. En 1961, l'Escort et le Squire ont été remplacés par l'Anglia break 105E. La camionnette de livraison 100E a également cédé la place à un nouveau véhicule basé sur la 105E. Identique à l'Anglia 105E depuis le pilier B, le reste du véhicule était entièrement neuf.
En Afrique du Sud, la popularité de l'Anglia est arrivée tard. Les ventes ont vraiment décollé début 1966, avec l'introduction locale de l'Anglia Super, et 1967 a été la meilleure année pour la voiture, avec une neuvième place au classement général des automobiles. La production s'est en fait poursuivie plus longtemps en Afrique du Sud que partout ailleurs; elle était construite en tant que stock restant aux côtés de l'Escort jusqu'à au moins fin 1968.
Aujourd'hui, c'est une des rares voitures anciennes que l'on puisse conduire dans le trafic actuel sans danger, car ses reprises sont vives, et son freinage encore d'actualité.

### Fourgonnettes Thames et Anglia basés sur la 105E
Les fourgonnettes Thames 307E de 0,25 et 0,35 tonne basées sur l'Anglia 105E ont été lancées en 1961 et étaient équipées du moteur de 997 cm3 de l'Anglia 105E. Bien qu'ils partageaient certains panneaux de carrosserie avant avec l'Anglia berline, les fourgonnettes étaient structurellement assez différentes et avaient un pare-brise plus haut et des portes latérales de forme différente. Les versions d'exportation avec conduite à gauche étaient désignées Thames 308E. Le nom Anglia était utilisé pour certains marchés d'exportation.
À partir d'octobre 1962, les fourgonnettes de 0,25 et 0,35 tonne étaient également proposées avec le moteur de 1 198 cm3 de la Ford Anglia Super et elles étaient désignées Thames 309E. Les versions d'exportation avec conduite à gauche étaient désignées Thames 310E.
En mars 1965, l'utilisation du nom Thames a été abandonnée et à partir de ce moment, toutes les fourgonnettes basées sur l'Anglia ont été commercialisées sous le nom de Ford Anglia. La production a pris fin en novembre 1967 avec un total de 205 001 fourgonnettes produites.

## Anglia Torino 105E (1965-67)
En 1963, Filmer Paradise, le directeur général de Ford Italie, missionne la Carrozzeria Ghia pour rafraichir le style de la Ford Anglia 106E, dont les ventes chutent rapidement. La nouvelle carrosserie doit avoir le style italien pour plaire à une plus large clientèle en Europe. Mais, seule contrainte de taille pour maîtriser les coûts, il faudra garder sans aucune modification la plateforme, les portières, le parebrise et toutes les parties mécaniques du modèle 106E !
Ghia ne voulant pas entrer dans ce jeu perdu d'avance, s'adresse au designer Giovanni Michelotti qui inventera une nouvelle carrosserie présentée au Salon de l'automobile de Turin à l’automne 1964. Les premières voitures fabriquées par OSI seront livrées en mars 1965. La production atteindra les 10 007 exemplaires en Italie. Le modèle a également été commercialisé en Belgique, aux Pays-Bas et au Luxembourg.

## Anglia Super 123E (1962–67)
À partir de 1962, l'Anglia Super 123E est disponible à côté de la 105E, remplaçant la dernière lignée des « Prefects », avec un plus gros moteur de 1 198 cm3 et d'autres améliorations.
La même voiture fut aussi vendue en Europe. Une variante vendue uniquement en Europe fut l'Anglia Sportsman, qui portait sa roue de secours à l'arrière, un peu comme le « continental kit » souvent proposé aux États-Unis. Des pare-chocs chromés, de larges pneus à flancs blancs, et éventuellement une bande latérale se terminant dans les feux arrière ont également été installés. La Super n'arrive en Afrique du Sud qu'en 1966, où elle poussa les ventes de manière considérable.
Jusqu'à la fin de la production, Ford expérimenta deux teintes métallisées sur l'Anglia, « Blue Mink » et « Venetian Gold ». 250 furent produites en bleu et 500 en Gold.
Les berlines Anglia ont été fournies avec différents niveaux de finition. Le modèle de base était la norme, qui ne portait pas de chromes, le tour du feu arrière était peint, grille en caillebotis d'acier et garniture intérieure limitée. Le modèle Deluxe avait une bande chromée latérale, des feux arrière chromés, un couvercle de boîte à gants, des pare-soleil et une calandre de radiateur chromée pleine largeur. Le haut de gamme est la Super, qui avait des bandes latérales chromées jumelles, deux teintes contrastées pour le toit et les flancs, garniture intérieure velours, en même temps que le moteur 1 198 cm3 et une boîte de vitesses avec synchro sur le premier rapport.
Les extras optionnels étaient la mise à niveau mécanique d'une Deluxe à une Super, conservant la finition Deluxe, ou la mise à niveau de la finition Deluxe à une finition Super, mais conservant le moteur de 997 cm3, une option rarement utilisée.

## Dans la culture populaire
- La série populaire Z-Cars de BBC Television (1962-1978) imite les petites voitures de patrouille des forces de police réelles, connues sous le nom de voitures panda en raison de leur peinture « bleu œuf de canard » et de leur large bande blanche verticale sur les portes et le toit. Ford a fourni des Anglia 105E pour apparaître aux côtés des Zephyr.
- Dans la série TV-am des années 1980, Rat on the Road[21] et les séries ultérieurs[22], la « RatMobile » de la marionnette Roland Rat (en) et de ses amis est une Ford Anglia des années 1950 peinte en rose vif[21].
- La voiture de Vyvyan Basterd dans la série télévisée Les Branchés débranchés (1982-1984) est une Anglia jaune avec des flammes rouges peintes sur les côtés.
- L'Anglia 105E est le principal véhicule de police utilisé dans le drame policier d'ITV, Heartbeat (en) (1992-2010). La « police d’Ashfordly » utilise principalement une Anglia 105E Panda Car conduite par les gendarmes et une 105E Deluxe comme voiture de patrouille utilisée par les sergents du poste de police. La même 105E Panda apparait aussi dans l'émission spin-off de Heartbeat, The Royal (2003-2011).
- La voiture volante du roman Harry Potter et la Chambre des secrets (1998) est une Anglia appartenant à Arthur Weasley, employé au Ministère de la Magie. Dans le film, il s'agit d'une Anglia 105E.

## Modèles réduits
- Meccano Dinky Toys ; Numéro 155 (production de 1961-4), Anglia 105E Deluxe avec un intérieur principalement rouge bien que quelques-unes soient apparues avec un intérieur bleu, environ échelle 0 (1:43)[23].
- Lesney Products séries "Matchbox"; Numéro 7b (production de 1961-6)[24], Anglia 105E avec roues grises ou noires, fenêtres mais pas d'intérieur, environ échelle 00[25].
- Lledo séries Vanguard ; Numéro inconnu (production inconnue, date de 1996 (production ultérieure sous Corgi Vanguards 1/43), Anglia 105E, environ échelle 0 (1:43).
- VV model numéro 1622